# Millettia fruticosa
Millettia fruticosa là một loài thực vật có hoa trong họ Đậu. Loài này được (DC.) Baker miêu tả khoa học đầu tiên.